# Edvard Šoštarić
Egon Sostarić ou Edvard Sostarić, né le 25 novembre 1941, est un ancien arbitre yougoslave (slovène) de football. Il était affilié à Maribor.

## Carrière
Il a officié dans des compétitions majeures : 
- Coupe de Yougoslavie de football 1979-1980 (finale retour)
- Coupe de Yougoslavie de football 1981-1982 (finale aller)
- JO 1984 (1 match)